# Вудкок, Тони (регбист)
Энтони Дэйл Вудкок (англ. Tony Dale Woodcock, родился 27 января 1981) — новозеландский регбист, играющий на позиции пропа за «Блюз» в Супер-Регби и за команду Норт-Харбора в Кубке ITM. Провёл более 100 тест-матчей матчей за сборную Новой Зеландии с 2002 года и занёс 9 попыток в свой актив, выступал на домашнем чемпионате мира 2011 года, где сборная Новой Зеландии стала чемпионом мира. Прессой называется одним из лучших пропов в мировом регби. Сыграл больше всех матчей за сборную из пропов, в рейтинге игроков с наибольшим количеством матчей за клуб «Блюз» занимает 2-е место после Кевина Меаламу.

## Карьера

### Клубная
Выпускник колледжа Кайпара, выступал с 2003 по 2012 годы за «Блюз» из Окленда. 2013 год в Супер Регби провёл за «Хайлендерс», но по причине того, что не закрепился в составе, через год вернулся в «Блюз». Выступает за провинцию Норт-Харбор в кубке ITM, в 2006 году с ней выиграл трофей — щит Рэнфёрли — после победы над командой Кентербери со счётом 21:17.

### В сборной
За сборную играет с 2002 года, в 2005 году во всех 12 встречах сборной Новой Зеландии выходил неизменно в стартовом составе. Стал первым игроком сборной Новой Зеландии за 20 лет, который сумел оформить попытку в тест-матче с Австралией, а 2 августа 2008 в тест-матче с Австралией и вовсе занёс в актив две попытки, чего не случалось 50 лет. Выступал на Кубке трёх наций 2006 года, чемпионате мира 2007 года и чемпионате мира 2011 года: в финале домашнего первенства мира против Франции совершил попытку и тем самым принёс победу своей стране. 100-ю встречу сыграл 24 августа 2013 против тех же австралийцев.

## Личная жизнь
Является владельцем крупной фермы близ местечка Каукапакапа и большой отары овец, которая там пасётся.